# Reinhard Piechocki
Reinhard Piechocki (* 1949) ist ein deutscher Biologe, Naturschützer und Sachbuchautor; er arbeitet zu Naturschutz und Biodiversität sowie zu kulturwissenschaftlichen Themen.

## Leben
Reinhard Piechocki ist der Sohn des Zoologen Rudolf Piechocki (1919–2000) und Neffe des Historikers und Stadtarchivars von Halle (S.) Werner Piechocki (1927–1996). Er studierte Biologie an den Universitäten Leipzig und Halle. 1978 wurde er an der Martin-Luther-Universität Halle-Wittenberg auf dem Gebiet der Mutationsforschung promoviert und 1987 habilitiert. Von 1975 bis 1987 arbeitete er als Bakteriengenetiker an der Martin-Luther-Universität Halle-Wittenberg. 1990 gehörte er zu den Mitbegründern des ersten Unabhängigen Instituts für Umweltfragen der DDR (UfU).
Von 1992 bis 2014 arbeitete er als wissenschaftlicher Mitarbeiter an der Internationalen Naturschutzakademie Insel Vilm des Bundesamtes für Naturschutz. Auf der Insel Rügen war er von 2019 bis 2023 als Initiator, Organisator und Moderator von Chopiniaden und einem jährlich stattfindenden Klaviersommer tätig.
Piechocki hat zwei Kinder, Jessika (* 1975) und Andreas (* 1978). Seit 1994 ist er in zweiter Ehe mit der schon in der DDR als Bürgerrechtlerin aktiven Katrin Eigenfeld verheiratet und lebt mit ihr auf der Insel Rügen.

## Wirken
Bakteriengenetik und Evolutionsforschung 
Als Bakteriengenetiker befasste sich Piechocki mit der Entstehung und evolutionären Rolle spontaner Mutationen. Im Jahre 1985 erhielt er zusammen mit seinem Mitarbeiter Ariel Quinones den Forschungspreis der Martin Luther Universität für „Mutatoren und Antimutatoren bei Bakterien“.
 Naturschutz 
Als Mitarbeiter des Bundesamtes für Naturschutz initiierte Piechocki 2001 die jährlich auf der Insel Vilm stattfindenden Sommerakademien zu Grundsatzfragen im Naturschutz. Mit den jährlich verfassten Thesenpapieren wurde die nationale Diskussion unter Naturschutz-Experten intensiviert. In seinen Publikationen beschäftigte Piechocki sich u. a. mit den kulturgeschichtlichen Wurzeln des Naturschutzes, der Bedeutung und Ambivalenz des Heimatbegriffs sowie den Gefahren rechter und antidemokratischer Tendenzen im Naturschutz.
Im Jahre 2001 erhielt Piechocki mit seinem Wettbewerbsbeitrag „Altäre des Fortschritts und Aufklärung im 21. Jahrhundert“ den ersten Preis für die  Beantwortung der Frage des Jahrbuchs Ökologie: Hat der Fortschritt der Wissenschaften und Künste dazu beigetragen, die Umwelt zu schützen und zu bewahren?
 Sachbücher zu Evolution, Naturschutz und Kulturgeschichte 
Im Buch Die Zähmung des Zufalls – Stabilität und Variabilität des Erbgutes beschreibt Piechocki die Zufälligkeit spontaner Mutationen und wie durch eine Kaskade von DNA-Reparatursystemen die erforderliche Stabilität der genetischen Programme erreicht wird.
Wie das Darmbakterium Escherichia coli als Modellobjekt der Genetik und Molekularbiologie zum bestanalysierten Lebewesen wurde, schildert er im Buch Das berühmteste Bakterium. Die Idee zu diesem Buch geht zurück auf ein Treffen des jungen DDR-Autors mit dem Begründer der Bakteriophagen-Genetik Max Delbrück (1906–1981) im Jahre 1977 anlässlich einer Leopoldina-Tagung. Der Nobelpreisträger finanzierte Piechocki das Praktikumsbuch „Experiments in Molecular Genetics“ nebst den dafür nötigen 100 unterschiedlichen E. coli-Stämmen, um an der Martin-Luther-Universität in Halle/S. ein Genetisches Großpraktikum aufzubauen. Der Sendung fügte er ein handgeschriebenes Gedicht bei: „Viel Glück zum großen Praktikum, die DNS geht um und um, ein Gen von hier, ein Gen von dort, mein Gott, das Monster läuft schon fort.“
Nach dem Wechsel aus der Wissenschaft in den Naturschutz entstand das Buch Landschaft – Heimat – Wildnis. Schutz der Natur – aber welcher und warum?, über das der Nestor der Naturschutzforschung, Wolfgang Haber, urteilte: „Ihm ist – als Ergebnis langjähriger Studien und Reflexionen – die wohl beste zeitgenössische, zugleich zukunftsweisende Bearbeitung der Thematik gelungen.“
Das Buch Die Malerinseln Rügen, Vilm und Hiddensee rekonstruiert die Malertradition von der Frühromantik (Caspar David Friedrich) bis zur klassischen Moderne (Lyonel Feininger). Es enthält im Anhang eine von seiner Frau Katrin Eigenfeld erarbeitete Liste von über eintausend Malern, die in den vergangenen 200 Jahren auf den Inseln arbeiteten sowie eine Liste von über 200 DDR-Künstlern.
Um sein Heimatdorf Kasnevitz auf der Insel Rügen wieder lebendiger zu machen und das Bewusstsein für die ambivalente Heimatgeschichte zu stärken, schrieb er das Buch Dorfgeschichten, in dem die 700-jährige Geschichte in Form von 150 Episoden erzählt wird. Für seine kulturellen Aktivitäten zur Wiederbelebung der Kasnevitzer Dorfgemeinschaft erhielt er 2023 den Siemerling-Sozialpreis.
Mehrere Sachbücher sind auf dem Gebiet der Musik angesiedelt: Alice Herz-Sommer – „Ein Garten Eden inmitten der Hölle“: Ein Jahrhundertleben beschreibt das Schicksal der 110 Jahre alt gewordenen tschechischen Pianistin Alice Herz-Sommer, die im KZ Theresienstadt über einhundert Klavierkonzerte gab, damit Tausenden von Häftlingen Kraft spendete und sich und ihrem achtjährigen Sohn das Leben rettete.
‚Unter Blumen eingesenkte Kanonen‘ – Chopins Musik in dunkler Zeit (1933–1945) beschreibt anhand von achtzehn Einzelschicksalen nicht nur die überragende Rolle von Chopins Musik für die polnische Nation, sondern vor allem den perfiden Missbrauch seiner Musik durch die Nationalsozialisten mit dem Ziel, Polen als Juniorpartner für einen Krieg gegen die Sowjetunion zu gewinnen.

## Kontroverse
Im Jahr 2020 haben der ehemalige Bundesgeschäftsführer und der Bundesvorsitzende der NaturFreunde, Hans-Gerd Marian und Michael Müller, Piechockis Artikel „Zur Verwissenschaftlichung des Naturschutzes in Deutschland (1900–1980)“ als ein Beispiel dafür angeführt, die „braune“ Vergangenheit im amtlichen und ehrenamtlichen Naturschutz in Deutschland bewusst zu übergehen und auszublenden.
Diesem Vorwurf begegnete Piechocki in einer Gegendarstellung mit ausführlichen Zitaten aus seinen Veröffentlichungen.
In einer Erklärung von Ludwig Fischer und 16 fachlich ausgewiesenen Mitunterzeichnern hieß es dazu: „Piechocki gehört zu den wichtigen Autoren für die Ideen- und Kulturgeschichte des Naturschutzes, er hat sich immer wieder direkt und kritisch mit den Entwicklungen des Naturschutzes in der NS-Ära und der Nachkriegszeit auseinandergesetzt, er hat die jährliche Sommerakademie der Internationalen Naturschutzakademie auf Vilm mit gegründet, die Mal um Mal Themen zum Naturschutz im Verhältnis zu den gesellschaftlichen Entwicklungen aufgreift. Mehr noch: Piechocki schreibt und forscht seit vielen Jahren zum Schicksal von KZ-Häftlingen in den Lagern und darüber hinaus, er hat viel beachtete Bücher und Artikel zu Überlebenden, zur Indienstnahme des ‚kulturellen Erbes‘ im Faschismus, zu ermordeten, vergessenen und unbekannten Künstlern publiziert. Ihm zu unterstellen, er sei ein Verharmloser oder gar Leugner ‚rechten Denkens‘ unter anderem im Naturschutz, ja er leiste einem Wiedererstarken faschistischer Ideologie Vorschub, ist nicht nur abwegig, es ist eine schiere und an Niedertracht grenzende, bewusste Rufschädigung, die eher zu aktuellen Diskursformen der politischen Rechten passen würde.“

## Publikationen (Auswahl)
- Genmanipulation: Frevel oder Fortschritt? Urania Verlag, Leipzig / Jena / Berlin 1983.
- Die Zähmung des Zufalls: Stabilität und Variabilität des Erbgutes. Urania, Leipzig 1987, ISBN 3-332-00105-1.
- Ursprung, Entstehungsmechanismen und evolutionäre Rolle der spontanen Mutabilität bei Escherichia coli. Dissertation an der Universität Halle, 1987.
- Das berühmteste Bakterium. 100 Jahre Escherichia-coli-Forschung. Urania, Leipzig 1989, ISBN 3-332-00278-3.
- Melissa Müller, Reinhard Piechocki: Alice Herz-Sommer: „Ein Garten Eden inmitten der Hölle.“ Ein Jahrhundertleben. Droemer, München 2006, ISBN 3-426-27389-6.
- mit Konrad Ott, Thomas Potthast, Norbert Wiersbinsk: Vilmer Thesen zu Grundsatzfragen des Naturschutzes: Vilmer Sommerakademien 2001–2010. Bundesamt für Naturschutz, Bonn 2010, ISBN 978-3-89624-016-3 (PDF; 1,14 MB).
- Der Vilm, Insel der Maler, Mönche und Mächtigen. Selbstverlag, Vilmnitz auf Rügen 1995, ISBN 3-00-000333-9.
- mit Norbert Wiersbinski: Heimat und Naturschutz. Die Vilmer Thesen und ihre Kritiker. In: Naturschutz und Biologische Vielfalt, Heft 47, 2007.
- Kap Arkona. Genius loci, Putbus 2007.
- Landschaft – Heimat – Wildnis: Schutz der Natur – aber welche und warum? Beck, München 2010, ISBN 978-3-406-54152-0 (= Becksche Reihe. Band 1711).